# 혼팅 미
《혼팅 미》(태국어: หอแต๋วแตก, 영어: Haunting Me)는 2007년 개봉한 태국의 영화이다.